# NDP-glukoza—skrob glukoziltransferaza
NDP-glukoza—skrob glukoziltransferaza (EC 2.4.1.242, za granule vezana skrobna sintaza, skrobna sintaza II, voskasti protein, za skrobne granule vezana nukleozid difosfat glukoza-skrobna glukoziltransferaza, za granule vezana skrobna sintaza I, GBSSI, za granule vezana skrobna sintaza II, GBSSII, GBSS, NDPglukoza-skrobna glukoziltransferaza) je enzim sa sistematskim imenom NDP-glukoza:(1->4)-alfa-D-glukan 4-alfa-D-glukoziltransferaza. Ovaj enzim katalizuje sledeću hemijsku reakciju
NDP-glukoza +  [(1->4)-alfa--glukozil]n {\displaystyle \rightleftharpoons } NDP +  [(1->4)-alfa--glukozil]n+1
Za razliku od enzima EC 2.4.1.11, glikogen(skrob) sintaze i EC 2.4.1.21, skrobne sintaze, koji koriste UDP-glukozu i ADP-glukozu, respektivno, ovaj enzim može da koristi bilo UDP- ili ADP-glukozu.

## Literatura
- Nicholas C. Price; Lewis Stevens (1999). Fundamentals of Enzymology: The Cell and Molecular Biology of Catalytic Proteins (Third изд.). USA: Oxford University Press. ISBN 019850229X.
- Eric J. Toone (2006). Advances in Enzymology and Related Areas of Molecular Biology, Protein Evolution (Volume 75 изд.). Wiley-Interscience. ISBN 0471205036.
- Branden C; Tooze J. Introduction to Protein Structure. New York, NY: Garland Publishing. ISBN 0-8153-2305-0.
- Irwin H. Segel. Enzyme Kinetics: Behavior and Analysis of Rapid Equilibrium and Steady-State Enzyme Systems (Book 44 изд.). Wiley Classics Library. ISBN 0471303097.

## Spoljašnje veze
- NDP-glucose---starch+glucosyltransferase на 